# The Longest Daycare
The Longest Daycare is een Amerikaanse geanimeerde 3D komische korte film uit 2012, gebaseerd op de geanimeerde televisieserie The Simpsons. In de film is Maggie Simpson ingeschreven bij een nieuwe kinderdagverblijf waar ze uitkomt met de slecht gehumeurde Baby Gerald wanneer ze vriendschap sluit met een rups. De korte film is ontstaan door Simpsons-producer James L. Brooks, die lange tijd veteraan van de serie David Silverman in dienst nam om de film te regisseren. De film is geschreven door de producenten Brooks, Al Jean, David Mirkin, de schrijvers Michael Price en Joel H. Cohen, evenals de maker van de serie Matt Groening.
De film ging in première op 13 juli 2012, waar hij werd toegevoegd aan vertoningen van de 20th Century Fox-release Ice Age: Continental Drift. De film is de tweede theatrale release van Simpsons. De korte film werd opnieuw uitgebracht op 15 februari 2013 en speelde voor de film Life of Pi in geselecteerde theaters in de Verenigde Staten. De ontvangst was positief en prees de verhalen en animaties. De film werd genomineerd voor een Oscar voor beste korte animatiefilm in 2013, maar verloor van Disney's Paperman.

## Verhaal
Maggie wordt door Marge naar het kinderdagverblijf Ayn Rand School for Tots gebracht, als gevolg daarvan brak ze los van het podium voor Marge. Daar wordt Maggie gescand en wordt haar IQ geclassificeerd als "gemiddelde intelligentie". Daarom zit ze niet in de kamer met de hoogbegaafde kinderen die helder kleurrijk en vol speelgoed is, maar in een kale donkere kamer. Hier kan Maggie schilderen met kleuren, maar de selectie is beperkt tot verschillende grijstinten. 
Naast een kind dat de kleuren eet, ontmoet Maggie ook haar aartsvijand Baby Gerald, die haar bang maakt. Hij doodt alle vlinders die de kamer binnenvliegen en waar Maggie van geniet. Maggie vindt een roze vlinder in de kamer die ze wil beschermen tegen baby Gerald. Hij richt zich op Maggie en haar ontdekking, zodat ze onder andere doet alsof de rups haar continue wenkbrauw is. Maar al snel begint de rups te verpoppen en hecht zich aan een plantje in een bloempot in de kamer. Maggie pakt de bloempot en ontsnapt door het kinderdagverblijf.
De andere kinderen helpen haar en al snel verandert de pop tijdens de race in een blauwe vlinder. Hij vliegt naar het raam. Plots laat baby Gerald de blinde vallen en verplettert de vlinder op de vensterbank. Maggie imiteert een dramatische, emotionele inzinking en Baby Gerald zegeviert. Maggie wordt opgehaald door Marge. De auto laat zien dat de vlinder het heeft overleefd, in plaats van haar blauwe strik zit hij in Maggie's haar en vliegt uiteindelijk weg van het autoraam. Baby Gerald vindt alleen Maggie's strik op de vensterbank en is boos.

## Prijzen en nominaties
| Jaar | Prijs         | Categorie                | Genomineerde(n)                                         | Uitslag     |
| ---- | ------------- | ------------------------ | ------------------------------------------------------- | ----------- |
| 2013 | Academy Award | Beste korte animatiefilm | David Silverman                                         | Genomineerd |
| 2013 | Annie Award   | Beste korte animatiefilm | 20th Century Fox, Gracie Films & Film Roman Productions | Genomineerd |